# Distrito electoral de Sheep Creek (condado de Sioux, Nebraska)
Sheep Creek (en inglés: Sheep Creek Precinct) es un distrito electoral ubicado en el condado de Sioux en el estado estadounidense de Nebraska. En el Censo de 2010 tenía una población de 579 habitantes y una densidad poblacional de 0,46 personas por km².

## Geografía
Sheep Creek se encuentra ubicado en las coordenadas 42°6′38″N 103°46′7″O / 42.11056, -103.76861. Según la Oficina del Censo de los Estados Unidos, Sheep Creek tiene una superficie total de 1259.33 km², de la cual 1259.21 km² corresponden a tierra firme y (0.01%) 0.12 km² es agua.

## Demografía
Según el censo de 2010, había 579 personas residiendo en Sheep Creek. La densidad de población era de 0,46 hab./km². De los 579 habitantes, Sheep Creek estaba compuesto por el 94.47% blancos, el 0.17% eran afroamericanos, el 0.17% eran amerindios, el 0.17% eran asiáticos, el 0% eran isleños del Pacífico, el 4.32% eran de otras razas y el 0.69% pertenecían a dos o más razas. Del total de la población el 5.87% eran hispanos o latinos de cualquier raza.